# Nice TNL
Nice TNL (Tramway de Nice Littoral) est un centre commercial niçois situé dans le quartier de Riquier. Il se compose d'un hypermarché Carrefour et d'une galerie marchande de 60 enseignes.
Le centre a été construit sur un ancien dépôt de tramway de la compagnie Tramway de Nice et du Littoral (TNL), d'où son nom.
La surface commerciale utile de Nice TNL est en février 2021 de 29 203 m2 ce qui en fait le deuxième centre commercial de Nice de ce point de vue après Nice Lingostière.

## ancien logo du centre commercial

ANCIEN LOGO DE NICE TNL DE 2008  A 2021
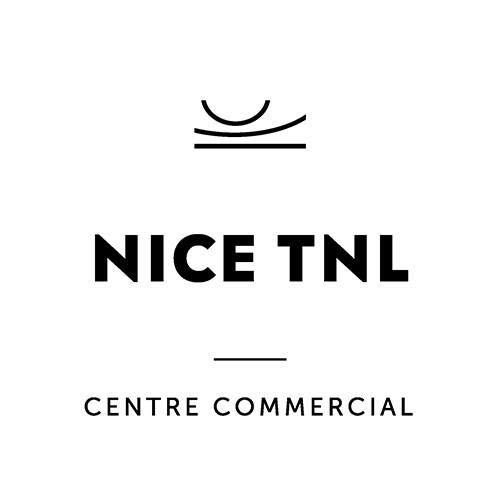
nouveau LOGO  NICE TNL  AU 2021